# 貝爾梅霍 (玻利維亞)
貝爾梅霍是玻利維亞的城鎮，由塔里哈省負責管轄，位於該國南部，距離首府塔里哈208公里，毗鄰與阿根廷接壤邊境，海拔高度419米，受熱帶氣候影響，每年平均降雨量1,200毫米，2010年人口33,825。
22°43′57″S 64°20′34″W / 22.73250°S 64.34278°W